# Готье, Мари-Антуанетт
Мари-Антуанетт Готье (фр. Marie-Antoinette Gauthier; род. 8 марта 1955) — гаитянская легкоатлетка, выступавшая в беге на короткие дистанции, футболистка, политик. Участница летних Олимпийских игр 1976 года.

## Биография
Мари-Антуанетт Готье родилась 8 марта 1955 года.
В 1976 году вошла в состав сборной Гаити на летних Олимпийских играх в Монреале. В беге на 100 метров заняла в забеге 1/8 финала последнее, 7-е место, показав результат 13,11 секунды и уступив 1,49 секунды попавшей в четвертьфинал с 6-го места Мона-Лисе Пурсиайнен из Финляндии.
Также играла в футбол. Выступала за «Тигрессес» и женскую сборную Гаити.
Работала хирургом.
В ноябре 2016 года участвовала в выборах президента Гаити и заняла 10-е место, набрав 0,17% голосов.
7 февраля 2021 года была арестована по обвинению в попытке государственного переворота.

## Личный рекорд
- Бег на 100 метров — 13,11 (24 июля 1976, Монреаль)[5]

## Семья
Сестра-близнец — Роз-Мари Готье (род. 1955), гаитянская легкоатлетка. Участница летних Олимпийских игр 1976 года.
Сестра — Мари-Луиз Готье, главный инспектор полиции.